# Philodryas livida
Philodryas livida — вид змій родини полозових (Colubridae). Мешкає в Бразилії і Парагваї.

## Поширення і екологія
Philodryas livida мешкають на півдні Бразилії, в штатах Ріу-Гранді-ду-Сул, Сан-Паулу і Гояс, трапляються в Парагваї. Вони живуть в саванах та на луках серрадо, у верхній частині басейну Парани. Віддають перевагу відкритим лукам, що ростуть на ізьольованих плато.

## Збереження
МСОП класифікує цей вид як вразливий. Philodryas livida загрожує знищення природного середовища.